# Československá hokejová reprezentace v sezóně 1957/1958
Československá hokejová reprezentace v sezóně 1957/1958 sehrála celkem 13 zápasů.

## Přehled mezistátních zápasů
| Pořadí | Datum           | Soupeř  | Výsledek            | Soutěž                  | Místo utkání |
| ------ | --------------- | ------- | ------------------- | ----------------------- | ------------ |
| 295.   | 18. října 1957  | Švédsko | 3:3 (0:0, 0:1, 3:2) | přátelsky               | Praha        |
| 296.   | 20. října 1957  | Švédsko | 5:3 (2:2, 1:0, 2:1) | přátelsky               | Praha        |
| 297.   | 26. ledna 1958  | SSSR    | 3:6 (2:3, 0:2, 1:1) | Mezinárodní turnaj 1958 | Brno         |
| 298.   | 28. února 1958  | Finsko  | 5:1 (2:0, 2:0, 1:1) | Mistrovství světa 1958  | Oslo         |
| 299.   | 3. března 1958  | Polsko  | 7:1 (4:0, 2:0, 1:1) | Mistrovství světa 1958  | Oslo         |
| 300.   | 4. března 1958  | SSSR    | 4:4 (1:3, 2:0, 1:1) | Mistrovství světa 1958  | Oslo         |
| 301.   | 6. března 1958  | USA     | 2:2 (1:0, 1:1, 0:1) | Mistrovství světa 1958  | Oslo         |
| 302.   | 7. března 1958  | Kanada  | 0:6 (0:2, 0:0, 0:4) | Mistrovství světa 1958  | Oslo         |
| 303.   | 8. března 1958  | Norsko  | 2:0 (1:0, 1:0, 0:0) | Mistrovství světa 1958  | Oslo         |
| 304.   | 9. března 1958  | Švédsko | 1:7 (1:2, 0:3, 0:2) | Mistrovství světa 1958  | Oslo         |
| 305.   | 20. března 1958 | USA     | 5:2 (3:1, 1:1, 1:0) | přátelsky               | Praha        |

## Bilance sezóny 1957/58
| Soupeř  | Zápasy | Výhry | Remízy | Prohry | Skóre |
| ------- | ------ | ----- | ------ | ------ | ----- |
| Finsko  | 1      | 1     | 0      | 0      | 5:1   |
| Kanada  | 1      | 0     | 0      | 1      | 0:6   |
| Norsko  | 1      | 1     | 0      | 0      | 2:0   |
| Polsko  | 1      | 1     | 0      | 0      | 7:1   |
| SSSR    | 2      | 0     | 1      | 1      | 7:10  |
| Švédsko | 3      | 1     | 1      | 1      | 9:13  |
| USA     | 2      | 1     | 1      | 0      | 7:4   |
| Celkem  | 11     | 5     | 3      | 3      | 37:35 |

## Další zápasy reprezentace
| Datum             | Soupeř              | Výsledek            | Soutěž                  | Místo utkání |
| 11. prosince 1957 | Harringay Racers    | 8:3 (5:1, 0:1, 3:0) | přátelsky               | Londýn       |
| 12. prosince 1957 | Wembley Lions       | 2:4 (1:3, 0:1, 1:0) | přátelsky               | Londýn       |
| 14. prosince 1957 | Paisley Pirates     | 8:1 (3:1, 4:0, 1:0) | přátelsky               | Glasgow      |
| 16. prosince 1957 | Nottingham Panthers | 6:2 (1:0, 4:0, 1:2) | přátelsky               | Nottingham   |
| 17. prosince 1957 | Brighton Tigers     | 5:7 (2:2, 2:3, 1:2) | přátelsky               | Brighton     |
| 20. prosince 1957 | Harringay Racers    | 8:3 (1:2, 2:0, 5:1) | přátelsky               | Praha        |
| 24. ledna 1958    | Wembley Lions       | 5:3 (2:2, 1:0, 2:1) | Mezinárodní turnaj 1958 | Praha        |
| 28. ledna 1958    | Československo "B"  | 7:5 (1:3, 2:1, 4:1) | Mezinárodní turnaj 1958 | Ostrava      |

## Přátelské mezistátní zápasy
Československo –  Švédsko 3:3 (0:0, 0:1, 3:2)
18. října 1957 – Stockholm

Branky a nahrávky Československa: 42. Ján Starší (Stanislav Bacílek), 54. Július Černický (Ján Starší), 57. Jiří Pokorný (Miloslav Šašek).

Branky a nahrávky Švédska: 27. Lars-Eric Lundvall, 45. Sigurd Bröms (Erling Lindström), 47. Karl-Sören Hedlund (Anders Andersson).

Rozhodčí: Molberg (NOR), Tore Johannesson (NOR)

Vyloučení: 0:0
ČSR: Karel Straka – Karel Gut, František Tikal, Stanislav Bacílek, Stanislav Sventek – Josef Klíma, Josef Seiler, Ladislav Grabovský – Jiří Pokorný, Ján Starší, Július Černický – Miloslav Šašek, František Schwach, Miroslav Vlach
Švédsko: Knut Andersson – Lars Björn, Roland Stoltz, Vilgot Larsson, Hans Svedberg – Lars-Eric Lundvall, Gösta Westerlund, Ronald Pettersson – Höglund, Anders Andersson, Eilert Määttä – Erling Lindström, Sigurd Bröms, Olle Stenar.
 Československo –  Švédsko 5:3 (2:2, 1:0, 2:1)
20. října 1957 – Stockholm

Branky a nahrávky Československa: 9. Július Černický, 13. Josef Klíma (Josef Seiler), 21. Ján Starší (Jozef Golonka), 42. Jiří Pokorný, 58. František Schwach.

Branky a nahrávky Švédska: 1. Ronald Pettersson, 2. Anders Andersson, 60. Anders Andersson.

Rozhodčí: Molberg (NOR), Tore Johannesson (NOR)

Vyloučení: 4:2 (využití 1:0) 
ČSR: Vladimír Nadrchal – Karel Gut, František Tikal, Stanislav Bacílek, Stanislav Nepomucký – Josef Klíma, Josef Seiler, Jozef Golonka – Jiří Pokorný, Ján Starší, Július Černický – Miloslav Šašek, František Schwach, Miroslav Vlach
Švédsko: Knut Andersson – Lars Björn, Roland Stoltz, Vilgot Larsson, Hans Svedberg – Lars-Eric Lundvall, Gösta Westerlund, Ronald Pettersson – Höglund, Anders Andersson, Eilert Määttä – Erling Lindström, Sigurd Bröms, Olle Stenar.
 Československo –  SSSR 	3:6 (2:3, 0:2, 1:1)
26. ledna 1958 – Brno

Branky a nahrávky Československa: 1. Miroslav Vlach, 15. Július Černický (Ján Starší), 57. František Schwach (Miroslav Vlach).

Branky a nahrávky SSSR: 5. Nikolaj Chlystov (Jurij Panťuchov), 6. Genrich Sidorenkov, 7. Jurij Krylov, 32. Alexej Guryšev (Ivan Tregubov), 33. Veniamin Alexandrov, 56. Jurij Krylov (Jurij Kopylov).

Rozhodčí: Toni Neumaier (FRG), Wilhelm Egginger (FRG)

Vyloučení: 1:3 (využití 1:0)
ČSR: Jiří Kulíček – Rudolf Potsch, František Tikal, Jan Kasper, Stanislav Sventek – Miloslav Šašek, František Schwach, Miroslav Vlach – Július Černický, Ján Starší, Jiří Pokorný – Jiří Hříbal, Josef Seiler, Josef Táflík
SSSR: Jevgenij Jorkin – Nikolaj Sologubov, Ivan Tregubov, Dmitrij Ukolov, Genrich Sidorenkov – Jurij Panťuchov, Alexej Guryšev, Nikolaj Chlystov – Konstantin Loktěv, Veniamin Alexandrov, Alexandr Čerepanov – Jelizarov, Jurij Kopylov, Jurij Krylov.
 Československo –  USA 	5:2 (2:0, 1:0, 2:2)
20. března 1958 – Praha

Branky Československa: 5. Václav Pantůček, 12. Václav Pantůček, 23. Václav Pantůček, 49. Jaroslav Volf, 58. František Schwach.

Branky USA: 60. Weldon Olson, 60. Dick Meredith.

Rozhodčí: Václav Beránek (TCH), Zvánovec (TCH)

Vyloučení: 2:2 (využití 0:0)
ČSR: Vladimír Nadrchal – Karel Gut, František Tikal, Stanislav Bacílek, Jan Kasper – Ján Starší, Václav Pantůček, Jiří Hříbal – Josef Klíma, František Schwach, Miroslav Vlach – Jaroslav Volf, Václav Fröhlich, Jaroslav Jiřík.
USA: Willard Ikola – Dan McKinnon, Jack Petroske, Gord Christian (Frank Eisenzoph) - Fred Wonoski, Paul Johnson, Larry Lawman – Oscar Mahle, Frank Eisenzoph, Roger Christian (Dick Meredith) – William Christian, Weldon Olson, Dick Meredit.

## Další zápasy reprezentace
Československo –  Harringay Racers  8:3 (5:2, 0:1, 3:0) 
11. prosince 1957 – Londýn

Branky Československa: 1. Stanislav Sventek, 6. František Schwach, 9. Július Černický, 18. František Schwach, 20. Stanislav Sventek, 43. Kepák, 47. Stanislav Bacílek, 60. Jiří Pokorný.

Branky Harringay: 4. Bob Seguin, 15. Bob Seguin, ? Gyle Woods.

Rozhodčí: Clency (GBR), Lefthwaite (GBR)
ČSR: Karel Straka (Vladimír Dvořáček) - František Tikal, Stanislav Sventek, Stanislav Bacílek, Rudolf Potsch - Miloslav Šašek, František Schwach, Josef Barta - Jiří Pokorný, Ján Starší, Július Černický – Zdeněk Kepák, Václav Fröhlich, Jaroslav Jiřík.
Harringay Racers: Al Holliday - Fred Hall, Johnny Carlyle, Caven McRae, Don Johnston - Bob Seguin, Marshall Key, Bill Glennie - Bill Chacalias, Albert Dorohoy, Gyle Woods - Hugh McKay.
 Československo –  Wembley Lions  2:4 (1:3, 0:1, 1:0)
12. prosince 1957 – Londýn

Branky Československa: 15. Václav Fröhlich, 47. Jiří Pokorný.

Branky Wembley Lions: 6. Leslie Anning, 17. Clare Smith, 18. Ken Booth, 32. Clare Smith.

Rozhodčí: Ernest Leacock (GBR), Chappel (GBR)
ČSR: Karel Straka - Stanislav Bacílek, Stanislav Sventek, Karel Gut, František Tikal - Miloslav Šašek, František Schwach, Josef Barta - Jiří Pokorný, Ján Starší, Július Černický – Zdeněk Kepák, Václav Fröhlich, Jaroslav Jiřík.
Wembley Lions: Ron Kilbey - Clarence Rost, Don Johnston, Roy Shepherd, Curly Leachman - Leslie Anning, Ken Booth, Les Strongman - Gordon Scott, Clare Smith, Gordie Lomer - Johnny Murray.
 Československo –  Paisley Pirates  8:1 (3:1, 4:0, 1:0)
14. prosince 1957 – Glasgow

Branky Československa: 5. František Tikal, 8. František Schwach, 16. Václav Fröhlich, 22. Ján Starší, 35. Miloslav Šašek, 38. Ján Starší, 40. František Schwach, 47. Ján Starší.

Branky Paisley Pirates: 15. Hatt.

Rozhodčí: Crosse (GBR), Beaton (GBR)
ČSR: Vladimír Dvořáček - Karel Gut, František Tikal, Rudolf Potsch, Stanislav Sventek - Miloslav Šašek, František Schwach, Josef Barta -Jiří Pokorný, Ján Starší, Július Černický – Zdeněk Kepák, Václav Fröhlich, Jaroslav Jiřík.
Paisley Pirates: Falerton - Joe Brown, Simple, Bill Brennan, Gerry Corriveau - Ted McDonnell, Tom Lemon, Billy Crawford - Merv Phyllis, Hatt, Beattic - Fairbanks.  
 Československo –  Nottingham Panthers 6:2 (1:0, 4:0, 1:2)
16. prosince 1957 – Nottingham

Branky Československa: 3. Ján Starší, 25. Zdeněk Kepák, 27. Miloslav Šašek, 32. Jaroslav Jiřík, 37. Jaroslav Jiřík, 47. Ján Starší,

Branky Nottinghamu: 42. Larry Kwong, 48. Doug Messier.

Rozhodčí: Ernest Leacock (GBR), Pearson (GBR)
ČSR: Vladimír Dvořáček - Karel Gut, František Tikal, Stanislav Bacílek, Rudolf Potsch - Miloslav Šašek, František Schwach, Josef Barta - Jiří Pokorný, Ján Starší, Július Černický – Zdeněk Kepák, Václav Fröhlich, Jaroslav Jiřík.
Nottingham Panthers: Jack Simeon - Doug Messier, Ken Westman, Lorne Smith, Lawson - Paul Martel, Chick Zamick, Mike Desilets - Larry Kwong, John Rendall, Ed Plata - Rupe Fresher.
 Československo –  Brighton Tigers  5:7 (2:2, 2:3, 1:2)
17. prosince 1957 – Brighton

Branky Československa: 6. Ján Starší, 19. Jiří Pokorný, 28. Július Černický, 37. Stanislav Sventek, 55. Ján Starší.

Branky Brighton Tigers: 4. Ron Hemmerling, 18. Ron Hemmerling, 27. Harnett, 4:3 30. Ron Hemmerling, 5:3 30. Joe Connors, 47. Fred Denny, 49. Tom Rendall,
ČSR: Vladimír Dvořáček (30. Karel Straka) - František Tikal, Stanislav Bacílek, Stanislav Sventek, Rudolf Potsch - Miloslav Šašek, František Schwach, Josef Barta - Jiří Pokorný, Ján Starší, Július Černický – Zdeněk Kepák, Václav Fröhlich, Jaroslav Jiřík.
Brighton Tigers: Tony Parisi - E. Kurz, Marrison, Ross Kelly, Hodgins - Ron Flinn, Lloyd Orris, Tom Rendall - Joe Connors, Ron Hemmerling, Fred Denny - Harnett.
 Československo –  Harringay Racers  8:3 (1:2, 2:0, 5:1) 
20. prosince 1957 – Praha

Branky Československa: 1:1 17. Miroslav Vlach, 2:2 26. Jaroslav Jiřík, 3:2 Miloslav Šašek, 4:2 41. František Schwach, 5:3 Ján Starší, 6:3 Miloslav Šašek, 7:3 Miroslav Vlach, 8:3 Miroslav Tikal.

Branky Harringay: 0:1 10. Marshall Key, 1:2 Bill Chacalias, 4:3 Gyle Woods.

Rozhodčí: Quido Adamec (TCH), Miloslav Pokorný (TCH)
ČSR: Karel Straka - Karel Gut, František Tikal, Stanislav Sventek, Rudolf Potsch - Miloslav Šašek, František Schwach, Miroslav Vlach - Jiří Pokorný, Ján Starší, Július Černický – Zdeněk Kepák, Václav Fröhlich, Jaroslav Jiřík.
Harringay Racers: Al Holliday - Caven McRae, Don Johnston, Fred Hall, Johnny Carlyle - Bob Seguin, Marshall Key, Bill Glennie - Bill Chacalias, Albert Dorohoy, Gyle Woods - Hugh McKay.